# Билдилли, Эмиль
Эмиль Билдилли (англ. Emil Bildilli, 16 сентября 1912, Даймонд, Индиана — 16 сентября 1946, Хартфорд-Сити, Индиана) — американский бейсболист, питчер. Выступал в Главной лиге бейсбола в составе «Сент-Луис Браунс» с 1937 по 1941 год.

## Карьера
Билдилли родился в городе Даймонд, расположенном недалеко от Терре-Хот, в штате Индиана. Он окончил старшую школу Клинтона, после чего играл за различные любительские команды штата. В августе 1937 года Эмиль пригласили в «Сент-Луис Браунс», в составе которых он провёл четыре игры в чемпионате. Большую часть двух следующих сезонов он находился в дочерних командах младших лиг «Спрингфилд Браунс» и «Сан-Антонио Мишнс», сыграв только два матча в МЛБ.
Весной 1940 года Эмиль вошёл в состав «Сент-Луиса» на игру в день открытия чемпионата. Всего в чемпионате он сыграл в 28 матчах. После завершения сезона «Детройт Тайгерс» сделали предложение о покупке питчера, которое было отклонено. В 1941 году Билдилли всего дважды вышел на поле за Браунс, а затем был переведён в «Толидо Мад Хенс», игравших в чемпионате Американской ассоциации. В конце года он завершил бейсбольную карьеру и устроился на работу пожарным в Манси.
15 сентября 1946 года Эмиль возвращался на автомобиле из Форт-Уэйна, где он играл в свободное время играл за полупрофессиональную команду. В пяти милях к северу от Хартфорд-Сити он попал в аварию и получил травмы головы, от которых скончался на следующий день.
В 1981 году Эмиль Билдилли был посмертно включён в Зал славы округа Делавэр.